# Nheçu

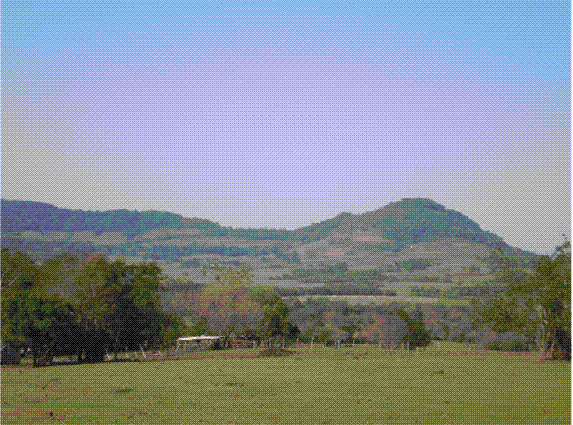
Fotografia do histórico Cerro do Inhacurutum, pôsto desde onde, no Século XVII, o cacique guarani Nheçú combateu as primeiras incursões dos padres jesuítas evangelizadores no Rio Grande do Sul, ficando este indiretamente responsável pelo martírio dos padres Roque Gonzales, Juan del Castillo, e Afonso Rodrigues.

Nheçu foi um líder Mbyá guarani do século XVII. Era a autoridade máxima nas terras ao norte e a oeste do rio Ijuí, até as margens do rio Uruguai. Atualmente essa região abrange o território do município de Roque Gonzales, no estado do Rio Grande do Sul, e comunidades vizinhas. 
Os anais da história indicam que, em 1628, Nheçu teria comandado o assassinato dos padres jesuítas Roque Gonzales, Juan del Castillo e Afonso Rodrigues, os três primeiros homens brancos a adentrar o atual território do Rio Grande do Sul para dar início a sua colonização europeia. Hoje eles são comemorados como mártires pela Igreja Católica.
O centro de controle do chefe Nheçu teria sido o Cerro do Inhacurutum, um acidente geográfico em forma de morro um tanto incomum levando-se em conta as redondezas e o perfil geral do vale do rio Ijuí. 
Terra de Nheçu, uma obra do autor e pesquisador Nelson Hoffmann, publicada em 2006, discute as várias facetas e explora as mais profundas questões em torno deste personagem ameríndio que orquestrou o primeiro posicionamento de resistência ao colonialismo europeu no Brasil meridional.